# ناحیه هیت، میشیگان
ناحیه هیت (به انگلیسی: Heath Township) یک منطقهٔ مسکونی در ایالات متحده آمریکا است که در شهرستان آلگان، میشیگان واقع شده‌است.
 ناحیه هیت ۹۳٫۰ کیلومتر مربع مساحت و ۳٬۳۱۷ نفر جمعیت دارد و ۲۰۹ متر بالاتر از سطح دریا واقع شده‌است.